# Oncidium maizifolium
Oncidium maizifolium là một loài thực vật có hoa trong họ Lan. Loài này được Lindl. mô tả khoa học đầu tiên năm 1846.